# Lago Afennourir
O lago de Afennourir é um lago de montanha de Marrocos, situado no Médio Atlas, na comuna rural de Ain Leuh, província de Ifrane, região de Meknès-Tafilalet, muito perto dos limites da província de Khenifra e das nascentes do Morbeia (Oum Er-Rbia), o maior rio de Marrocos. O lago integra o Parque Nacional de Ifrane.
A sua situação geográfica, cerca de 20 km a sul de Azrou em linha reta, numa extensa floresta de cedros, está na origem da sua classificação como sítio RAMSAR em junho de 1990, figurando na lista das zonas húmidas do Médio Atlas devido às suas funções ecológicas e hidrológicas. O principal valor ecológico do lago reside na particularidade de ser muito pouco profundo e se estender por uma vasta área, características pouco comuns em lagos de água doce do Norte de África,[carece de fontes?] e único em Marrocos. Na classificação RAMSAR pesou bastante o facto de ser um local de nidificação do pato-ferrugíneo (Tadorna ferruginea).

## Descrição
O lago ocupa uma vasta depressão cárstica (calcária) de fundo plano cheio de basaltos e depósitos finos, num planalto do Médio Atlas. O lago é pouco profundo (menos de 2 metros) e relativamente grande (380 ha). Tem alguns baixios (ou ilhéus, quando o nível da água é mais baixo) junto da margem nordeste.
O nível de água é muito variável, estando fortemente dependente da pluviometria, sendo considerado semipermanente, principalmente desde que a elevação do nível máximo que resultou da construção de um dique (muro baixo) no seu escoadouro. Por vezes o lago seca completamente, como por exemplo em 1995 e no verão de 2000.
As águas são eutróficas (com excesso de nutrientes), ligeiramente alcalinas, com grande amplitude térmica, a qual varia entre os 0°C e 5°C no inverno (por vezes a superfície gela) e 24 a 26°C no verão. A amplitude térmica diária da água pode ser muito elevada — as medições feitas a 13 de julho de 1994 indicaram 12°C (idêntica à do ar) ao nascer do sol e 25°C a meio do dia. A vegetação imersa invade frequentemente as águas, formando-se grandes tufos que se expandem gradualmente durante os períodos em que não há seca.
O clima é do tipo supramediterrânico (Csb) subhúmido com invernos frios. A neve, outrora abundante no planalto, usualmente não persiste mais do que duas a três semanas por ano. Os montes em volta do lago estão cobertos por uma floresta de cedros com algumas áreas degradadas, enquanto que as encostas estão cobertas por vegetação arbustiva ou de estepe. As margens planas, situadas a sul e a leste, estão cobertas por vegetação rasa.[carece de fontes?]

## Flora
A flora aquática é muito invasora — Chara, Cladophora, Damasonium alisma, Myriophyllum spicatum, Potamogeton e Ranunculus — e forma um tapete contínuo nas margens e em alguns baixios. Também existem outras plantas raras ou de distribuição localizada — Glyceria fluitans, Juncus bufonius, Juncus inflexus, Juncus articulatus, Persicaria lapathifolia, Scirpus lacustris (bunho) e Veronica beccabunga.

## Fauna
A fauna invertebrada é muito abundante sobretudo os vermes, insetos e os crustáceos, entre outros) e muito diversificada, embora não haja nenhuma espécie particularmente relevante no plano  e biogeográfico. Antes da classificação do lago na lista RAMSAR tinham sido introduzidas três espécies de peixes: a tenca (Tinca tinca), Rutilus rutilus e o brochet[a]. Este último ainda é criado no lado para produção de alevinos.
Na herpetofauna destacam-se a cobra-de-água-viperina (Natrix maura) e a abundância de rãs (Rana). Entre as 287 espécies de aves encontram-se pelo menos dez espécies de aves aquáticas que passam o verão no lago: além do pato-ferrugíneo (Tadorna ferruginea; menos de 30 exemplares em 2006) já referido, o pato-real (Anas platyrhynchos; < 200), o galeirão-comum (Fulica atra; >500), o galeirão-de-crista (Fulica cristata; >4), mergulhão-pequeno (Tachybaptus ruficollis; >70) e o mergulhão-de-pescoço-preto (Podiceps nigricollis; 2~4 exemplares), entre outras. Diversas aves pernaltas, como a cegonha-branca (Ciconia ciconia), a garça-real (Ardea cinerea) e outras encontram no lado alimentação abundante. Há também a assinalar a presença em alguns verões do raro íbis-eremita (Geronticus eremita).
O lago é, na prática o local de invernagem de aves aquáticas mais importante do Médio Atlas, apesar das populações relativamente pouco numerosas, comparatiavmente com outros sítios RAMSAR de Marrocos. Há registo de 26 espécies e o máximo de exemplares registado ascende a 4 700, especialmente Anseriformes. Há registo de picos de 3 000 Pachycephalidae, 900 zarros (Aythya), 400 patos-ferrugíneos e 300 frisadas (Anas strepera), além do pato-trombeteiro (Anas clypeata), a marreca-arrebio (Anas acuta) e outros. As duas espécies de galeirões (Fulica) são presença regular, com populações que ultrapassam os mil exemplares, dos quais apenas 10 a 20 são de galeirões-de-crista.